# Saint-Aubin (Côte-d’Or)
Saint-Aubin település Franciaországban, Côte-d’Or megyében. Lakosainak száma 195 fő (2022. január 1.). Saint-Aubin Auxey-Duresses, Santenay, Chassagne-Montrachet, Meursault, Puligny-Montrachet és La Rochepot községekkel határos.

## Népesség
A település népessége az elmúlt években az alábbi módon változott:
| Lakosok száma | 308  | 281  | 239  | 266  | 243  | 230  | 223  | 221  | 213  | 195  |
|               | 1968 | 1982 | 1990 | 2006 | 2013 | 2015 | 2017 | 2019 | 2020 | 2022 |